# Marcus Vibius Liberalis
Marcus Vibius Liberalis war ein im 2. Jahrhundert n. Chr. lebender römischer Politiker.
Durch eine Inschrift, die auf den 23. März datiert ist und Militärdiplome, die z. T. auf den 17. April 166 datiert sind, ist belegt, dass Liberalis 166 zusammen mit Publius Martius Verus Suffektkonsul war.